# Asimina angustifolia
Asimina angustifolia Raf. – gatunek rośliny z rodziny flaszowcowatych (Annonaceae Juss.). Występuje endemicznie w południowo-wschodniej części Stanów Zjednoczonych – w Alabamie, Georgii oraz na Florydzie. 

## Morfologia
PokrójZimozielony krzew o nagich pędach. Dorasta do 1,5 m wysokości. Gałęzie mają barwę od czerwonobrązowej do żółtoczerwonawej.
LiścieMają kształt od równowąsko eliptycznego do wąsko łyżeczkowatego. Mierzą 5–15 cm długości. Są skórzaste. Nasada liścia jest klinowa. Liść na brzegu jest mniej lub bardziej zawinięty. Wierzchołek jest od tępego do ostrego. Ogonek liściowy jest nagi i dorasta do 2–4 mm długości.
KwiatyZebrane w pęczkach. Rozwijają się w kątach pędów. Wydzielają zapach. Działki kielicha mają kształt od eliptycznego do owalnego i dorastają do 5–10 mm długości. Płatki zewnętrzne mają kształt od owalnego do podłużnego lub eliptycznego i białą lub kremową barwę, rzadziej różową, osiągają do 3–8 cm długości, natomiast wewnętrzne mają kształt od podłużnego do lancetowatego oraz barwę od kasztanowej do ciemnoczerwnej, są wyprostowane, mierzą 1,5–4 cm długości. Kwiaty mają 2–7 słupków.
OwoceŻółtozielonkawe jagody, które tworzą owoc zbiorowy. Osiągają 4–10 cm długości.

## Biologia i ekologia
Rośnie na otwartych przestrzeniach w lasach, w lasach sosnowych, na sawannach oraz łąkach, na piaszczystym podłożu. Występuje na terenach nizinnych.